# Jupiá
Jupiá är en kommun i Brasilien.   Den ligger i delstaten Santa Catarina, i den södra delen av landet, 1 300 km söder om huvudstaden Brasília. Antalet invånare är 2 148.
Omgivningarna runt Jupiá är en mosaik av jordbruksmark och naturlig växtlighet. Runt Jupiá är det ganska glesbefolkat, med 32 invånare per kvadratkilometer.